# Dzień zagłady (powieść)
Dzień zagłady (ang. Left Behind: A Novel of the Earth's Last Days) – I tom bestsellerowej serii Powieść o czasach ostatecznych autorstwa Tima LaHaye'a i Jerry'ego B. Jenkinsa.

## Opis fabuły
Pewnego dnia, w jednej sekundzie, znikają na całym świecie miliony ludzi. Pozostają po nich ubrania, okulary, szkła kontaktowe, biżuteria, obuwie i inne materialne rzeczy. Znikają dzieci (także te nienarodzone), a na Ziemi pozostają dorośli i niektórzy z nastolatków. Cywilizacja staje twarzą wobec totalnej katastrofy. To tajemnicze wydarzenie powoduje kolejne konsekwencje. Samoloty pozbawione pilotów, pociągi bez maszynistów i samochody, których kierowcy nagle zniknęli, wywołują nowe pasma katastrof. Jedni mówią, że wydarzenie to spowodował najazd kosmitów, drudzy, że to rezultat ataku wrogów, jeszcze inni spekulują, iż chodzi o boską interwencję. Każdy kraj na globie został dotknięty zniknięciami.
Pilot linii Pan Continental Rayford Steele i jego córka Chloe zostali pozostawieni. Żona Rayforda (Irena) i jego syn (Raymie) zniknęli. Rayford, pilotując Boeinga 747 lecącego nad Atlantykiem do Londynu, mówi stewardesie Hattie Durham, iż nie wie, co się stało. W rzeczywistości jednak ukrywa zaczyna rozumieć, co się stało. Jego żona ostrzegała go przed tego rodzaju wydarzeniem. Oto doszło do Pochwycenia Kościoła - Chrystus przyszedł po swoich wiernych wyznawców, pozostawiając resztę. W gronie tych drugich znaleźli się Rayford i Chloe.
Rayford stara się dojść do prawdy i upewnić, iż on i Chloe nie przegapią drugiej szansy. Czuje się odpowiedzialny za sceptycyzm Chloe i jej racjonalne podejście do tej sytuacji. Poszukiwania prowadzą go do kościoła żony - Kościoła Nowej Nadziei w Mount Proscpet. Bruce Barnes - członek rady parafialnej - utracił w tym wydarzeniu żonę i dzieci. Szybko zrozumiał, iż jego słaba wiara sprawiła i niezawierzenie samego siebie Chrystusowi sprawiły, iż przegapił on najważniejszy moment swego życia. W jednej chwili uległ przemianie, stał się prawdziwym chrześcijaniniem, przekazującym przesłanie Ewangelii.
Pod wpływem nauk Bruce'a i nagranego na video przekazu pochwyconego do nieba proboszcza Kościoła Nowej Nadziei, Rayford i Chloe stają się wiernymi wyznawcami Chrystusa. Ze swym opiekunem duchowym formują grupę nazwaną Opozycją Ucisku, mającą na celu przeciwstawienie się siłom zła podczas przepowiedzianego w Biblii okresu ucisku oraz wzywanie innych do nawrócenia się. Dochodzą bowiem do wniosku, iż pozostawieni na Ziemi ludzie są świadkami wypełnienia się proroctwa biblijnego zwiastującego początek procesu końca świata.
W tym samym czasie Cameron "Buck" Williams - uznany dziennikarz prestiżowego magazynu "Global Weekly" - próbuje wyjaśnić tajemnicę masowych zniknięć. Sądzi, że mają one sensowne wytłumaczenie. Buck był na pokładzie samolotu Rayforda, gdy nastąpiło Pochwycenie. Zbierając materiały do artykułu, kontaktuje się - poprzez swego przyjaciela, Chaima Rozenzweiga - z Nicolae Carpathią, charyzmatycznym i potężnym przywódcą, nową gwiazdą międzynarodowej polityki, prezydentem Rumunii. W ciągu dwóch tygodni, jakie minęły od zniknięć, Carpathia zyskuje dużą władzę - zostaje Sekretarzem Generalnym Organizacji Narodów Zjednoczonych, którą przekształca w Globalną Wspólnotę. Jako rzecznik pacyfizmu obiecuje światowe rozbrojenie, zaprowadzenie pokoju na świecie, podpisanie traktatu między Globalną Wspólnotą a Izraelem oraz zaprowadzenie ładu i porządku po niedawnych wydarzeniach.
Buck przedstawia Carpathii poznaną w samolocie stewardesę - Hattie Durham. Przywódca Globalnej Wspólnoty szybko czyni ją swą osobistą asystentką. Buck zaprzyjaźnia się z Rayfordem, Chloe i Bruce'em - dzięki nim wzrasta w wierze i przyjmuje Chrystusa za swego Pana. Czuje się też odpowiedzialny za Hattie Durham i próbuje (wraz z Rayfordem) ostrzec ją przed Carpathią, zamieszanym w zabójstwo jego dwóch przyjaciół i jednego z dziennikarzy. Buck przeprowadza się z Nowego Jorku do Chicago. Staje się czwartym członkiem Opozycji Ucisku. Grupa dochodzi do wniosku, iż Nicolae Caprathia jest przepowiedzianym w Biblii Antychrystem.
Buck jest świadkiem zastrzelenia przez Carpathię jego dawnych mocodawców - Todd-Cothrana i Stonagala. Dzięki modlitwie Buck nie przyjmuje wizji wydarzenia, jakie pozostałym uczestnikom spotkania narzucił - dzięki swej hipnotycznej mocy - Carpathia. Wkrótce potem okazuje się, że Bucka nie było na spotkaniu, zniknęły wszelkie dowody jego obecności na nim. Powoduje to gniew właściciela pisma.

## Główni bohaterowie
- Rayford Steele – 40-kilkuletni pilot linii lotniczych Pan-Continental, członek Opozycji Ucisku
- Chloe Steele Williams – 20-letnia córka Rayforda, studentka na Uniwersytecie Stanford, sceptyczna wobec chrześcijaństwa, członkini Opozycji Ucisku
- Cameron "Buck" Williams – 30-letni dziennikarz pisma "Global Weekly", przyjaciel Chaima Rosenzweiga, członek Opozycji Ucisku
- Bruce Barnes – 40-kilkuletni asystent pastora w Kościele Nowej Nadziei (New Hope Village Church), przewodzi wspólnocie po Pochwyceniu, członek Opozycji Ucisku
- Irena Steele – żona Rayforda, pochwycona do nieba
- Rayford (Raymie) Steele, Jr. – syn Rayforda, pochwycony do nieba
- Joshua Todd-Cothran – międzynarodowy finansista, prezes Londyńskiej Giełdy Papierów Wartościowych
- Jonathan Stonagal – międzynarodowy finansista, najbogatszy człowiek w historii świata
- Ken Ritz – pilot czarterowy
- Chaim Rosenzweig – blisko 70-letni botanik, laureat Nagrody Nobla, odkrywca formuły, która zmieniła izraelskie pustkowia w kwitnące i żyzne tereny uprawne
- Steve Plank – wydawca "Global Weekly", szef Bucka, sekretarz prasowy Nicoae Carpathii
- Hattie Durham – stewardesa, asystentka Nicolae Carpathii
- Nicolae Jetty Carpathia – 30-kilkuletni potężny polityk, kolejno: senator Rumuńskiego Parlamentu, prezydent Rumunii, Sekretarz Generalny ONZ, przywódca Globalnej Wspólnoty; Antychryst

## Miejsca wydarzeń
- Chicago
- Londyn
- Nowy Jork